# مست (فیلم ۱۹۷۴)
مست (به هندی: Madhosh) یا مدهوش فیلمی محصول سال ۱۹۷۴ و به کارگردانی دش گائوتام است. در این فیلم بازیگرانی همچون رینا روی، راکیش روشن، ماهندرا ساندو، جانی واکر، جایشری تی، هلن، عامر خان ایفای نقش کرده‌اند.